# Terry Pilkadaris
Terry Pilkadaris (Perth, 30 oktober 1973) is een golfprofessional uit Australië.

## Amateur

### Gewonnen
- 1996: West Australisch Amateur
- 1997: Australisch Amateur (tie met Daniel Gaunt)

## Professional
Pilkadaris werd in 1998 professional en begon op de Australaziatische Tour te spelen. In 2002 kwalificeerde hij zich voor de Aziatische PGA Tour, waar hij drie toernooien won. In 2004 en 2005 stond hij op de 5de plaats van de Order of Merit. Hij speelde in 2005 ook een paar toernooien op de Europese PGA Tour. Bovendien kwamen er steeds meer toernooien die zowel voor de Aziatische als de Europese Tour telden, maar het lukte hem niet voldoende te verdienen om automatisch een spelerskaart voor Europa te krijgen.

### Gewonnen
- 2004: Crowne Plaza Open, Sanya Open
- 2005: Brunei Open